# گسک‌هونی
گسک‌هونی (به لاتین: Geskon یا Keskon) یک منطقه مسکونی در جمهوری آذربایجان است که در شهرستان لریک واقع شده‌است. گسک‌هونی ۱۶۹ نفر جمعیت دارد.

## ریشه واژه
ریشه نام این روستا تالشی است. نام این روستا در نقشه‌ها کسکون یا گسکون یاد شده‌است. کَک یا کَ‌اُ به‌معنی رنگ آبی و اُن تغییریافته واژه هونی به‌معنی چشمه است و معنی کامل آن چشمه آبی‌رنگ است که در این روستا جای دارد.